# Quacy Barnes
Quacy Maria Barnes, coniugata Timmons (Benton Harbor, 26 settembre 1976), è un'ex cestista e allenatrice di pallacanestro statunitense, professionista nella WNBA.

## Carriera
È stata selezionata dalle Sacramento Monarchs al terzo giro del Draft WNBA 1998 (22ª scelta assoluta).